# The Great Escape (Seventh Wonder)
The Great Escape is het vierde album van de Zweedse band Seventh Wonder.
Het nummer 'The Great Escape' is gebaseerd op het gedicht 'Aniara' van de Zweedse dichter Harry Martinson. Het gaat over de tragedie van een ruimteschip, wat oorspronkelijk onderweg was naar Mars, buiten het zonnestelsel terechtkomt. Dit brengt de mensen op het schip in grote moeilijkheden.

## Nummers
1. "Wiseman" - 5:42
2. "Alley Cat" - 6:06
3. "The Angelmaker" - 8:29
4. "King of Whitewater" - 7:20
5. "Long Way Home" - 4:26
6. "Move on Through" - 5:04
7. "The Great Escape" - 30:14
  - I - "...And the Earth Wept"
  - II - "Poisoned Land" (instrumentaal)
  - III - "Leaving Home"
  - IV - "Take-Off"
  - V - "A Turn for the Worse"
  - VI - "A New Balance"
  - VII - "Death of the Goddesses"
  - VIII - "The Age of Confusion: Despair"
  - IX - "The Age of Confusion: Lust"
  - X - "The Age of Confusion: Reason"
  - XI - "The Aftermath"
  - XII - "Dining on Ashes"
  - XIII - The Curtain Falls

## Bandleden
- Tommy Karevik - Stem
- Andreas Söderin - Keyboard
- Johan Liefvendahl - Gitaar
- Andreas Blomqvist - Bass
- Johnny Sandin - Drums
- Jenny Karevik - Stem bij de nummers Long Way Home en The Great Escape